# Liste der Baudenkmäler in Regnitzlosau
Auf dieser Seite sind die Baudenkmäler in der oberfränkischen Gemeinde Regnitzlosau zusammengestellt. Diese Tabelle ist eine Teilliste der Liste der Baudenkmäler in Bayern. Grundlage ist die Bayerische Denkmalliste, die auf Basis des Bayerischen Denkmalschutzgesetzes vom 1. Oktober 1973 erstmals erstellt wurde und seither durch das Bayerische Landesamt für Denkmalpflege geführt wird. Die folgenden Angaben ersetzen nicht die rechtsverbindliche Auskunft der Denkmalschutzbehörde.

## Baudenkmäler nach Gemeindeteilen

### Regnitzlosau
| Lage                            | Objekt                                             | Beschreibung | Akten-Nr.     | Bild                             |
| ------------------------------- | -------------------------------------------------- | --- | ------------- | -------------------------------- |
| Friedhofweg 5 (Standort)        | Friedhof                                           | Mit Gusseiseneinfriedung in neugotischen Formen, 1881                                                                                 | D-4-75-161-28 | Friedhof                         |
| Friedhofweg 5 (Standort)        | Friedhofskapelle mit Leichenhaus                   | Verputzter Massivbau mit eingezogener, polygonaler Apsis und Satteldach                                                               | D-4-75-161-28 | Friedhofskapelle mit Leichenhaus |
| Friedhofweg 5 (Standort)        | Leichenhaus                                        | Verputzter Massivbau mit Laubengang und abgewalmten Satteldach, beide mit expressionistischem Dekor, 1934/35                          | D-4-75-161-28 | Leichenhaus                      |
| Hauptstraße 7 (Standort)        | Wohnstallhaus                                      | Mit Frackdach, verputztes Fachwerkobergeschoss, Ende 18. Jahrhundert                                                                  | D-4-75-161-1  | Wohnstallhaus                    |
| Hauptstraße 9 (Standort)        | Wohnhaus                                           | Eingeschossiges Kleinhaus in Blockbauweise, Satteldach, Mitte 17. Jahrhundert                                                         | D-4-75-161-2  | weitere Bilder                   |
| Hauptstraße 23 (Standort)       | Ehemaliger Gasthof                                 | Zweigeschossiger Satteldachbau, verputztes Fachwerkobergeschoss, im Kern 18. Jahrhundert                                              | D-4-75-161-3  | Ehemaliger Gasthof               |
| Kleppermühlgäßchen 1 (Standort) | Ehemalige Mühle                                    | Zweigeschossiges Halbwalmdachhaus mit Fachwerkobergeschoss, bezeichnet „1808“                                                         | D-4-75-161-4  | Ehemalige Mühle                  |
| Niedernberg 10 (Standort)       | Wohnhaus                                           | Zweigeschossig, mit Halbwalmdach, erste Hälfte 19. Jahrhundert                                                                        | D-4-75-161-5  | Wohnhaus                         |
| Schloßplatz 1 (Standort)        | Schloss Niedernberg                                | Zweigeschossiger Halbwalmdachbau, im Kern 17. Jahrhundert                                                                             | D-4-75-161-7  | weitere Bilder                   |
| Schulstraße 2 (Standort)        | Evangelisch-lutherische Pfarrkirche Sankt Aegidien | Saalbau mit Ostturm, Treppenturm an der Nordseite, im Kern 14. Jahrhundert, Erweiterungen im 17. und 18. Jahrhundert, mit Ausstattung | D-4-75-161-8  | weitere Bilder                   |
| Schulstraße 2 (Standort)        | Kirchhofmauer                                      | Mit Grabsteinen, 18. Jahrhundert | D-4-75-161-8  | weitere Bilder                   |
| Schulstraße 2 (Standort)        | Kriegsgefallenen-Denkmal                           | Sandstein, Obelisk auf Sockel, nach 1871                                                                                              | D-4-75-161-10 | Kriegsgefallenen-Denkmal         |
| Schulstraße 3 (Standort)        | Pfarrhaus                                          | Zweigeschossiger Halbwalmdachbau, 1791/92 Ehemalige Stallung, jetzt Jugendraum, 1790                                                  | D-4-75-161-9  | Pfarrhaus                        |

### Draisendorf
| Lage                                                                                          | Objekt         | Beschreibung                       | Akten-Nr.     | Bild           |
| --------------------------------------------------------------------------------------------- | -------------- | ---------------------------------- | ------------- | -------------- |
| Kulmitz, Regnitzwiesen, Südliche Regnitz, an der Regnitz (Standort)                           | Hochwassersteg | 16 Granitquader, bezeichnet „1807“ | D-4-75-161-12 | weitere Bilder |
| Von Draisendorf zur Kreisstraße HO 4, an der Straße nach Rehau, bei Haus Nummer 33 (Standort) | Steinkreuz     | Granit, spätmittelalterlich        | D-4-75-161-11 | Steinkreuz     |

### Hohenberg
| Lage                 | Objekt                            | Beschreibung                                                                                      | Akten-Nr.     | Bild           |
| -------------------- | --------------------------------- | ------------------------------------------------------------------------------------------------- | ------------- | -------------- |
| Hohenberg (Standort) | Ruinenreste von Schloss Hohenberg | Portal, Schlosspark, zwei Granitpfosten am Zugang zum Schlosspark, 1750–52, nach Brand 1958 Ruine | D-4-75-161-13 | weitere Bilder |

### Kirchbrünnlein
| Lage                         | Objekt   | Beschreibung                                                                       | Akten-Nr.     | Bild |
| ---------------------------- | -------- | ---------------------------------------------------------------------------------- | ------------- | ---- |
| Kirchbrünnlein 60 (Standort) | Wohnhaus | Eingeschossig, in Blockbauweise, mit überkragendem Satteldach, 18./19. Jahrhundert | D-4-75-161-14 | BW   |

### Klötzlamühle
| Lage                      | Objekt                                | Beschreibung                                                             | Akten-Nr.     | Bild           |
| ------------------------- | ------------------------------------- | ------------------------------------------------------------------------ | ------------- | -------------- |
| Klötzlamühle 1 (Standort) | Antriebsanlage einer ehemaligen Mühle | Oberschlächtiges Wasserrad, letzte an der Regnitz noch betriebene Anlage | D-4-75-161-15 | weitere Bilder |

### Nentschau
| Lage                                                                    | Objekt                                       | Beschreibung | Akten-Nr.     | Bild           |
| ----------------------------------------------------------------------- | -------------------------------------------- | --- | ------------- | -------------- |
| Nentschau 34 (Standort)                                                 | Dreiseithof, Wohnstallhaus                   | Zweigeschossig mit Satteldach, Wohnteil im Erdgeschoss Blockbau, Fachwerkobergeschoss auf Umgebinde, 18. Jahrhundert                                                                          | D-4-75-161-16 | weitere Bilder |
| Nentschau 34 (Standort)                                                 | Dreiseithof, Schupfenbau mit Wagendurchfahrt | Mit Satteldach | D-4-75-161-16 | weitere Bilder |
| Nentschau 34 (Standort)                                                 | Dreiseithof, Scheune                         | Mit Satteldach | D-4-75-161-16 | weitere Bilder |
| Nentschau 42 (Standort)                                                 | Dreiseithof                                  | Zweigeschossiges Wohnstallhaus mit strohgedecktem Satteldach, Wohnteil im Erdgeschoss Blockbau, Fachwerkobergeschoss, 18. Jahrhundert Zwei strohgedeckte Scheunen, verbretterte Ständerbauten | D-4-75-161-17 | Dreiseithof    |
| In Nentschau, am nördlichen Ortsausgegang, gegenüber Haus 70 (Standort) | Kreuzstein                                   | Granit, mittelalterlich | D-4-75-161-19 | Kreuzstein     |

### Neumühle
| Lage                       | Objekt       | Beschreibung              | Akten-Nr.     | Bild         |
| -------------------------- | ------------ | ------------------------- | ------------- | ------------ |
| Neumühle 47, 48 (Standort) | Türrahmungen | Bezeichnet „1752“, „1812“ | D-4-75-161-20 | Türrahmungen |

### Oberprex
| Lage                   | Objekt      | Beschreibung | Akten-Nr.     | Bild        |
| ---------------------- | ----------- | --- | ------------- | ----------- |
| Oberprex 36 (Standort) | Dreiseithof | Wohnstallhaus mit Frackdach, Wohnteil im Erdgeschoss in Blockbauweise, Obergeschoss verbrettertes Ständerwerk, 18. Jahrhundert | D-4-75-161-21 | Dreiseithof |

### Oberzech
| Lage                   | Objekt      | Beschreibung | Akten-Nr.     | Bild        |
| ---------------------- | ----------- | --- | ------------- | ----------- |
| Oberzech 10 (Standort) | Dreiseithof | Wohnstallhaus mit Frackdach, Wohnteil im Erdgeschoss in Blockbauweise, Obergeschoss in verbrettertem Ständerwerk, 18. Jahrhundert, Stallteil erneuert und aufgestockt | D-4-75-161-22 | Dreiseithof |

### Prex
| Lage                                      | Objekt        | Beschreibung                                                                                              | Akten-Nr.     | Bild          |
| ----------------------------------------- | ------------- | --- | ------------- | ------------- |
| Prex 3 (Standort)                         | Wohnstallhaus | Zweigeschossig mit Walmdach, im Kern 17./18. Jahrhundert, Obergeschoss im 19. Jahrhundert massiv erneuert | D-4-75-161-23 | Wohnstallhaus |
| Obere Buchen, am Dreiländereck (Standort) | Grenzstein    | Granit, bezeichnet „1844“                                                                                 | D-4-75-161-24 | Grenzstein    |

### Trogenau
| Lage                  | Objekt    | Beschreibung | Akten-Nr.     | Bild      |
| --------------------- | --------- | ------------ | ------------- | --------- |
| Trogenau 4 (Standort) | Pechstein | Granit       | D-4-75-161-25 | Pechstein |

### Vierschau
| Lage                                  | Objekt    | Beschreibung | Akten-Nr.     | Bild      |
| ------------------------------------- | --------- | ------------ | ------------- | --------- |
| In Vierschau, am Dorfanger (Standort) | Pechstein | Granit       | D-4-75-161-26 | Pechstein |

### Wieden
| Lage                                                         | Objekt     | Beschreibung            | Akten-Nr.     | Bild       |
| ------------------------------------------------------------ | ---------- | ----------------------- | ------------- | ---------- |
| Nähe Steinseifelbächlein, an der Straße nach Zech (Standort) | Steinkreuz | Granit, mittelalterlich | D-4-75-161-18 | Steinkreuz |

### Zech
| Lage                    | Objekt        | Beschreibung                                        | Akten-Nr.     | Bild          |
| ----------------------- | ------------- | --------------------------------------------------- | ------------- | ------------- |
| Unterzech 52 (Standort) | Wohnstallhaus | Zweigeschossig, mit Halbwalmdach, bezeichnet „1787“ | D-4-75-161-27 | Wohnstallhaus |

## Ehemalige Baudenkmäler
In diesem Abschnitt sind Objekte aufgeführt, die früher einmal in der Denkmalliste eingetragen waren, jetzt aber nicht mehr. Objekte, die in anderem Zusammenhang also z. B. als Teil eines Baudenkmals weiter eingetragen sind, sollen hier nicht aufgeführt werden. Aktennummern in diesem Abschnitt sind ehemalige, jetzt nicht mehr gültige Aktennummern.

| Lage                                | Objekt     | Beschreibung              | Akten-Nr.    | Bild       |
| ----------------------------------- | ---------- | ------------------------- | ------------ | ---------- |
| Regnitzlosau Postplatz 5 (Standort) | Türrahmung | Granit, bezeichnet „1825“ | D-4-75-161-6 | Türrahmung |